# Телевидение в Индонезии

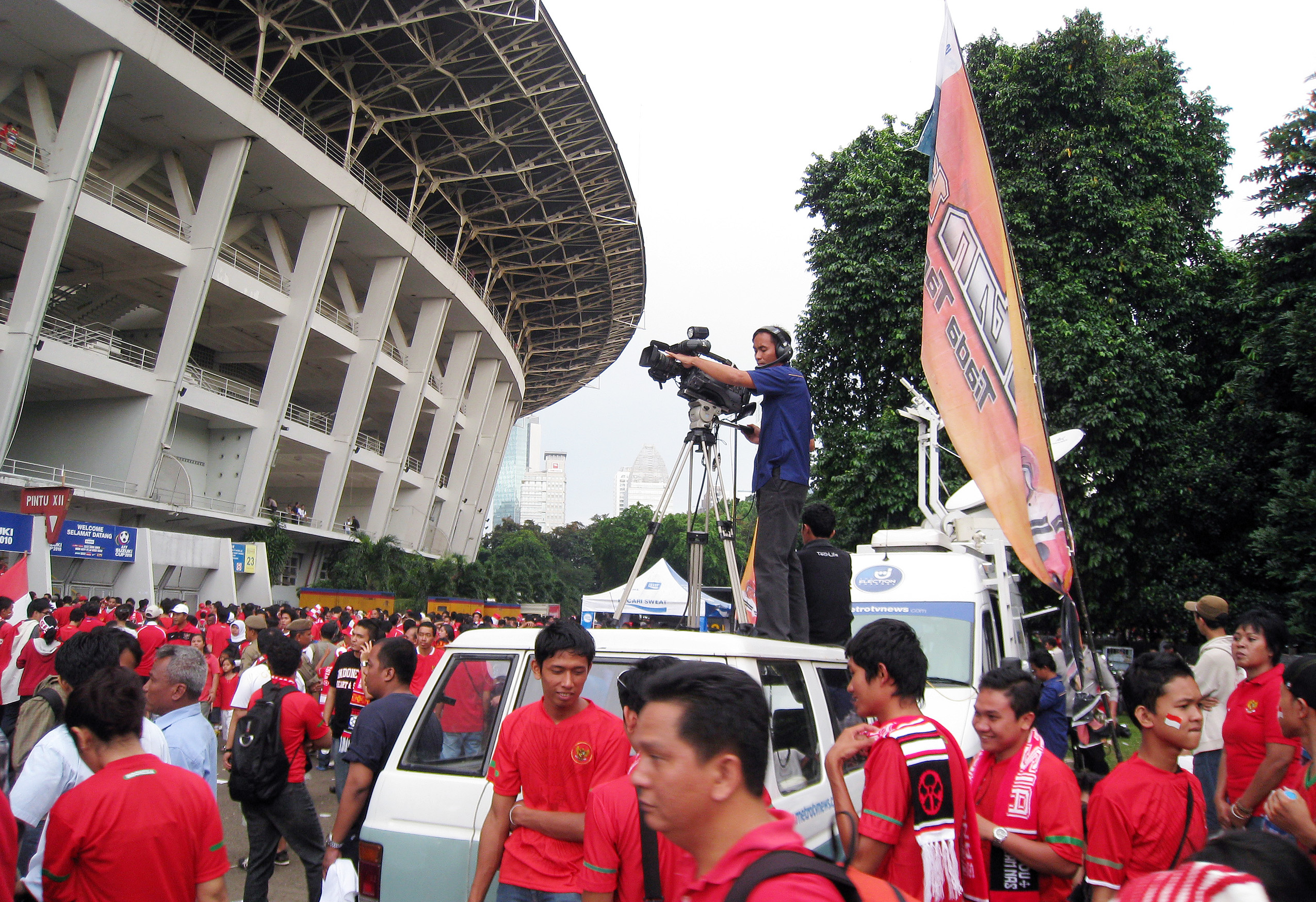
Оператор Metro TV на стадионе Бунг Карно в Джакарте, снимающий матч Чемпионата АСЕАН по футболу в 2010 году.

Телевизионное вещание в Индонезии началось 24 августа 1962 года в Джакарте, когда был основан первый государственный телеканал — Телевидение Республики Индонезии (англ. Televisi Republik Indonesia, TVRI). До 1989 года TVRI являлся единственным телеканалом Индонезии, затем начал вещание первый коммерческий канал, RCTI, появившийся как региональный телеканал и через год получивший лицензию на национальное вещание.
Каждый из телевизионных каналов имеет широкий спектр программ, начиная от традиционных, таких как шоу ваянг, до таких программ, которые основаны на западных образцах (Indonesian Idol). Одно из типичных шоу, которые есть на каждом канале, в Индонезии зовется синетрон. Синетрон обычно представляет собой сериал формата мыльной оперы, но может также относиться к любому другому сериалу, где описываются вымышленные события. Иногда синетрон может быть комедийным сериалом, пример которого — популярный сериал Bajaj Bajuri, описывающий водителя моторикши и её пассажиров.

## История

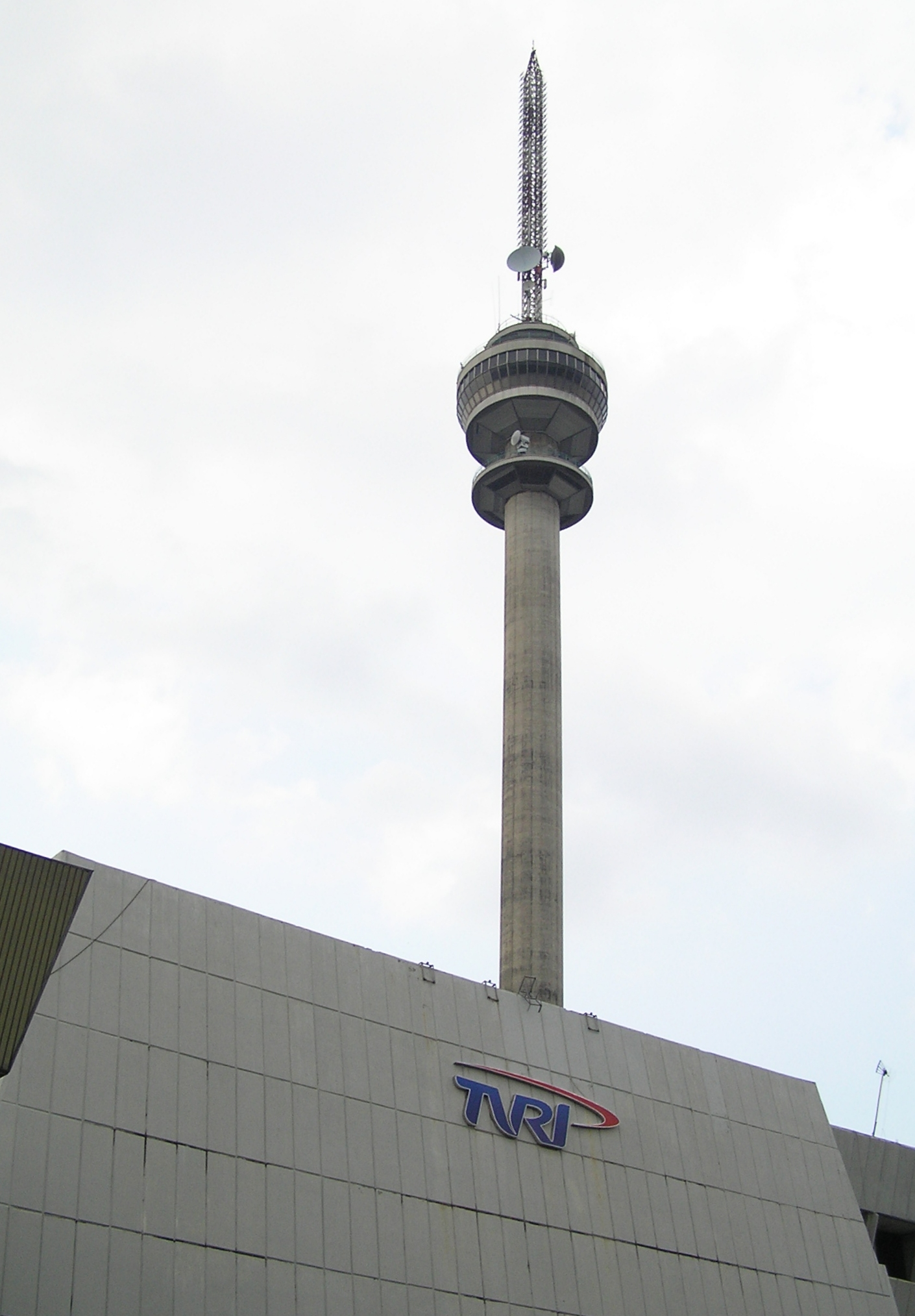
Главный офис TVRI, первого телеканала в Индонезии.

Впервые в Индонезии появилось телевидение в 1955 году. Эти первые телевизоры были привезены из Советского Союза к двухсотлетнему юбилею Джокьякарты.
25 июля 1961 министр информации Малади подписал закон для подготовки создания телевидения в Индонезии. Он был создан в рамках подготовки к четвёртым Азиатским играм, проводившимся в Джакарте. Был всего год на созданее телестудии, телебашни и другого технического оборудования в бывшем здании Академии информации. За этот короткий период времени Сукарно сыграл большую роль в подготовке, даже в выборе оборудования и местах, откуда оно было импортировано. Первое экспериментальное телевещание в Индонезии было во время празднований семнадцатой годовщины независимости Индонезии 17 августа 1962 года.
В 14.30, 24 августа 1962, жители Джакарты увидели церемонию открытия четвёртых Азиатских игр в прямом эфире, трансляция велась со стадиона Бунг Карно. Это телевещание отделом радио и телевидения Оргкоммитета Азиатских игр. Этот день сейчас считается днем создания Televisi Republik Indonesia или TVRI, первого телеканала Индонезии.
20 октября 1963 правительство Индонезии подписало президентский указ (Keppres) о создании TVRI (Jajasan TVRI). В первый год вещания TVRI было всего 10000 владельцев телевизоров. С 1963 по 1976 TVRI основал 5 телецентров в Джокьякарте (1965), Медане (1970), Макасаре (1972), Баликпапане (1973) и Палембанге (1974). По состоянию на 2001 год у канала TVRI есть 12 телецентров и 8 телестудий. Цветное вещание было введено 1 сентября 1979 года.
Реклама появилась на TVRI 1 марта 1963 года вместе с увеличением часов вещания. Эта реклама была известна как Siaran Niaga (буквально «вещание рекламы»). Теперь телевизионная реклама известна просто как iklan («реклама»).
16 августа 1976 года Внутренние системы спутниковой связи (Sistem Komunikasi Satelit Domestik или SKSD) запустили спутник Palapa A1. Этот спутник был первым, который принадлежал Индонезии и первым, который управлялся из развивающихся стран. Palapa A1 имел 12 транспондеров, которые позволили TVRI распространить вещание на всю территорию Индонезии.
5 января 1980 года президент Сухарто вынес предписание о том, что надо удалить рекламу из эфира TVRI.
24 августа 1989 года второй канал в Индонезии, Rajawali Citra Televisi Indonesia или RCTI, был открыт. Этот канал принадлежал Бамбангу Трихатмоджо. В отличие от TVRI, RCTI было разрешено транслировать рекламу в количестве 15 % от своего вещания. 24 августа 1990 года был открыт третий канал в Индонезии, Surya Citra Televisi, в прошлом SCTI или Surabaya Centra Televisi Indonesia. Этот телеканал принадлежал «королю мультиплекса» Судвикатмоно.
13 сентября 1990 года был издан Указ Президента №40, по которому сбор налога за телевизионное имущество был распределен между Yayasan TVRI и компанией PT Mekatama Raya, которой владели Судвикатмоно и Сигит Харджоджуданто.
23 января 1991 года PT Cipta Televisi Pendidikan Indonesia или TPI (сейчас этот канал называется MNCTV) начал своё вещание образовательных программ, иногда показывая рекламу. Компания была образована Сити Хардиджанти. В течение первых лет TPI делила один канал с TVRI. Программы TPI показывались на TVRI утром, когда TVRI не показывал.
В октябре 1992 года Департамент информации выдал лицензии на создание частных телеканалов шести компаниям: PT Indosiar Visual Mandiri или Indosiar (Джакарта), PT Sanitya Mandara Televisi (Джокьякарта), PT Merdeka Citra Televisi Indonesia (Семаранг), PT Ramako Indotelevisi (Батам), PT Cakrawala Andalas Televisi или ANTV (Лампунг) и PT Cakrawala Bumi Sriwijaya Televisi (Палембанг). Из всех телевизионных компаний, которые получили лицензии, только PT Indosiar Visual Mandiri и PT Cakrawala Andalas Televisi смогли вещать непрерывно. 28 февраля 1993 года PT Cakrawala Andalas Televisi, совместное предприятие Агунга Лаксоно и семьи Абузала Бакри, начало вещание. Телеканал первоначально планировал находиться в Лампунге, но потом переехал в Джакарту. PT Indosiar Visual Mandiri, принадлежащий Salim Group, начал своё вещание 11 января 1995 года.
В октябре 1999 года из четырнадцати компаний, просивших лицензию на телевещание, её получили пять: Trans TV (PT Televisi Transformasi Indonesia, управляемая Ишади, бывшим главой TVRI), MetroTV (управляемая Grup Media Indonesia во главе с Сурья Палохом), Global TV (PT Global Informasi Bermutu, основанная Тими Хабиби), Lativi (PT Lativi Media Karya, принадлежащая Абдулу Латифу) и TV7 (PT Duta Visual Nusantara Tivi Tujuh). Metro TV вышел первым в эфир из этих компаний 25 ноября 2000 года и был седьмым телеканалом в Индонезии.
7 июня 2000 года, после роспуска Департамента информации президентом Абдуррахманом Вахидом, TVRI изменила свой статус на сервисную компанию (Perusahaan Jawatan).
Употребление китайского языка на индонезийском телевидении запрещалось с 1965 по 1994 годы, но его использование началось на несколько лет позже после снятия запрета. В ноябре 2000 года Metro TV стал первым каналом, который начал транслировал новости на севернокитайском в регионах с китайским населением.

## Типы телевизионного вещания в Индонезии

### Эфирное
Эфирное телевидение началось с создания первого телевизионного канала Индонезии. В Индонезии был только один канал до создания RCTI, первого коммерческого телеканала в Индонезии. В настоящее время основными общенациональными телеканалами в Индонезии являются RCTI, MNCTV, SCTV, ANTV, Indosiar, Metro TV, Trans 7, Trans TV, Первый канал и Global TV. В настоящее время Индонезия находится на экспериментальной стадии полной реализации цифрового телевидения в формате DVB-T.

### Спутниковое
Спутниковое телевидение появилось в Индонезии 8 августа 1988 года, когда была основана компания Indovision. С тех пор технология спутникового телевидения изменилась с аналогового на цифровое. Спутниковое телевидение использует формат DVB-S. Сейчас в Индонезии есть пять компаний, работающих в сфере платного спутникового телевидения: Indovision, TOP TV, TelkomVision, Yes TV, Aora TV и Oke Vision. Спутниковое телевидение доступно по всей стране.

### Кабельное
PT Broadband Multimedia Tbk была первым оператором кабельного телевидения в Индонезии, стартовавшим под брендом Kabelvision в 1995 году. В 2006 году компания перешла на цифровой формат. В 2007 году компания изменила своё название на PT First Media и запустила бренд First Media. Кабельное телевидение доступно только в Большой Джакарты и в Сурабае. Кабельное телевидение использует формат DVB-C.

### Мобильное
Мобильное телевидение в Индонезии представлено в двух категориях — бесплатно вещаемое телевидение и платное телевидение. Бесплатно вещаемое телевидение в Индонезии уже много лет. Бесплатно вещаемое телевидение использует диапазоны ДМВ и УКВ. Сейчас бесплатно вещаемое телевидение является цифровым. В Индонезии бесплатно вещаемое телевидение использует формат DVB-H.
Существует только один платный оператор мобильного телевидения. Мобильное телевидение в настоящее время доступно только в Джакарте.